# 足摺宇和海国立公園
足摺宇和海国立公園（あしずりうわかいこくりつこうえん）は、四国南西部、高知県足摺岬～愛媛県宇和海沿岸に至る国立公園である。面積は、11,345ha。

## 概要
元々は「渭南海岸」という名称で検討されていたが、「足摺」の名称で指定された。
指定区域の殆どを海岸が占めるが、滑床渓谷や篠山、法華津峠といった内陸部にも指定地が点在している。
また、海中公園が多く、竜串、樫西、勤崎、尻貝、宇和海、沖ノ島の6ヶ所が指定されている。

## 歴史

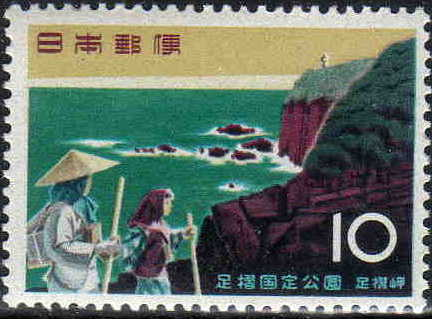
1960年（昭和35年）の切手

- 1955年（昭和30年）4月1日 足摺国定公園として国定公園に指定。
- 1972年（昭和47年）11月10日 宇和海地域を追加したうえで国立公園に変更され、現在の足摺宇和海国立公園に名称が変更された。

## 景勝地
- 足摺岬
- 竜串
- 見残し
- 宇和海
- 滑床渓谷
- 篠山
- 法華津峠
- 大堂海岸
- 柏島
- 高茂岬

## ビジターセンター
利用者数は2008年（平成20年）。
| センター名         | 設置者 | 所在地                   | 利用者数（人） |
| ------------------ | ------ | ------------------------ | -------------- |
| 高知県立足摺海洋館 | 高知県 | 高知県土佐清水市三崎4032 | 44,695         |